# Jobst Christoph Kreß von Kressenstein
Jobst Christoph Kreß von Kressenstein (* 8. Januar 1597 in Nürnberg; † 7. Juni 1663 ebenda) war Gesandter der Reichsstadt Nürnberg beim Westfälischen Friedenskongress in Münster und Osnabrück.

Jobst Christoph Kreß von Kressenstein

## Herkunft und Familie
Jobst Christoph Kreß von Kressenstein wurde als Sohn des Jobst Kreß von Kressenstein (1565–1640, Ratsherr in Nürnberg) und seiner Gemahlin Maria Fürer von Haimendorf (1570–1621) geboren. Im Jahre 1622 heiratete er Maria Sabina von Kornburg und Kalbenstein (1603–1657). Aus der Ehe gingen sechs Söhne und eine Tochter hervor.

## Werdegang und Wirken

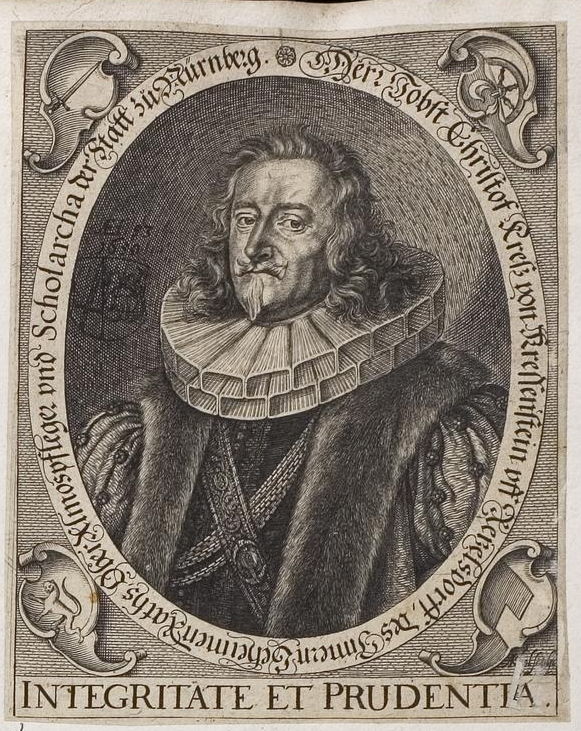
Jobst Christoph Kreß von Kressenstein 1650

Nach Studien an den Universitäten in Altdorf, Jena, Leiden und Oxford startete Jobst Christoph Bildungsreisen durch die Niederlande, Belgien, England, Frankreich und Italien. Bereits im Jahre 1619 betätigte er sich als Diplomat für den Kurfürsten Friedrich V. von der Pfalz und 1631 verhandelte er mit Gustav Adolf über den Schutz Nürnbergs angesichts der drohenden Belagerung durch kaiserliche Truppen. Zwei Jahre später war er am Zustandekommen des Heilbronner Bundes beteiligt.
Zu dieser Zeit begann auch seine Karriere als Schöffe am Stadtgericht sowie als Mitglied des Größeren Rates. 1643 wurde er Junger Bürgermeister und Scholarch, drei Jahre später Alter Bürgermeister und Bankherr. Im Jahre 1658 trat Jobst Christoph in das Regierungskollegium der Stadt Nürnberg ein. Er war zusammen mit Tobias Oelhafen von Schöllenbach Vertreter der Reichsstadt Nürnberg bei den Friedensverhandlungen in Münster (November 1646) und Osnabrück (Dezember 1646) und unterzeichnete den Friedensvertrag am 24. Oktober 1648 für die Städte Nürnberg, Rothenburg, Windsheim und Schweinfurt.
In den Jahren 1649 bis 1650 war er an den Nürnberger Verhandlungen zum Friedensrezeß beteiligt, brachte 1653 den Krönungsornat zur Krönung des Königs Ferdinand IV. (1633–1654) nach Regensburg und 1658 die Krönungsinsignien für Kaiser Leopold I. (1640–1705) nach Frankfurt.

## Sonstiges
Im Jahre 1632 erhielt er von Gustav Adolf das Gut Sambach im Bambergischen als Geschenk. Dieses ging allerdings durch den Westfälischen Frieden wieder verloren. 1640 erbte er von seinem Vater das Gut Rezelsdorf und wurde mit dem Erwerb des freien Ritterguts Dürrenmungenau 1651 Mitglied der fränkischen Ritterschaft. Von 1654 bis zu seinem Tod war Kreß zudem Pfleger der Mendelschen Zwölfbrüderstiftung und in dieser Funktion für die Weiterführung der Nürnberger Hausbücher zuständig.